# Goleszów
Goleszów è un comune rurale polacco del distretto di Cieszyn, nel voivodato della Slesia. Ricopre una superficie di 65,89 km² e nel 2004 contava 12 033 abitanti.

## Storia
Goleszów è stata la sede di uno dei 45 sottocampi del campo di concentramento di Auschwitz.